# Marpessa

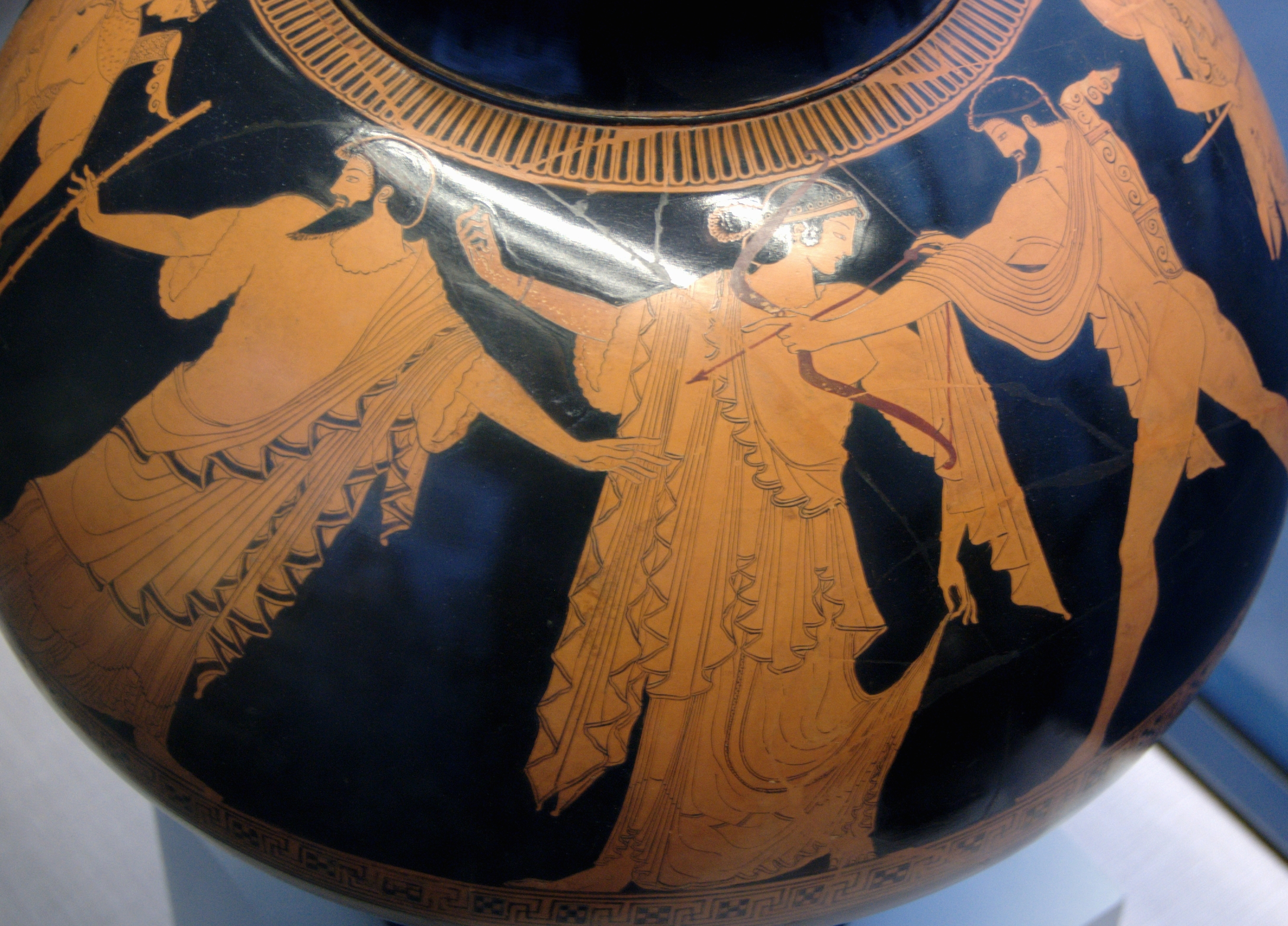
Idas et Marpessa séparés par Zeus d'Apollon, psykter attique à figures rouges d'Agrigente

Dans la mythologie grecque, Marpessa (en grec ancien Μάρπησσα / Márpêssa) est une princesse d'Étolie. Fille d'Événos (et donc petite-fille d'Arès) et d'Alcippe, elle apparaît dans les mythes comme objet de convoitise d'Idas et Apollon, entre lesquels Zeus lui demande de choisir.